# Game Over?
Singles de AAA
Boku no Yuuutsu to Fukigen na Kanojo
(2015) Ashita no Hikari
(2015)
Game Over? est le 45e single du groupe AAA sorti sous le label Avex Trax le 29 avril 2015 au Japon. À l'occasion de leur dixième anniversaire, un single est sorti chaque mois, celui-ci est le quatrième d'une série de sept. Il arrive 5e à l'Oricon. Il se vend à 41 835 exemplaires la première semaine et reste classé 12 semaines pour un total de 51 651 exemplaires vendus en tout durant cette période. Game Over? se trouve sur l'album AAA 10th Anniversary Best.

## Liste des titres
| 1. | Game Over?                |  |
| 2. | Game Over? (Instrumental) |  |